# AgustaWestland AW101
AgustaWestland AW101, poznatiji pod starim nazivom EH101 (do lipnja 2007.), je srednje teški vojni helikopter, također dostupan i u civilnoj izvedbi. Može se rabiti za protupodmorničku i protubrodsku borbu, elektroničko djelovanje i potporu snagama na kopnu. 

## Inačice
- Merlin HM1
- Merlin HC3
- Merlin HC3A
- CH-148 Petrel

prvotno naručeni za Kanadsku vojsku, kasnije otkazani
- CH-149 Cormorant

inačica za traganje i spašavanje za Kanadsku vojsku.
- VH-71 Kestrel

Inačica za Američki marinski korpus, koji će služiti kao predsjednički helikopter Marine One.

## Tehničke karakteristike (Merlin HM1)
Opće karakteristike
- Posada: 4
- Kapacitet:
  - 24 sjedeća opremljena vojnika, ili
  - 45 stojeća opremljena vojnika, ili
  - 16 nosiljki s bolničarima
- Dužina: 22,81 m
- Promjer rotora: 18,59 m
- Visina: 6,65 m
- Površina diska: 271 m²
- Težina praznog helikoptera: 10.500 kg
- Maksimalna težina uzlijetanja: 15.600 kg
- Pogon: 3× Rolls-Royce/Turbomeca RTM322-01 turboosovinska, 1.725 kW svaki

Performanse
- Najveća brzina: 309 km/h
- Dolet: 1.389 km
- Borbeni radijus: 296 km
- Najveća visina letenja: 4.575 m
- Brzina penjanja: 10,2 m/s
- Opterećenje diska: 53.8 kg/m²
- Omjer snaga/masa: 284,9 W/kg

## Vanjske poveznice
|  | Zajednički poslužitelj ima stranicu o temi AgustaWestland AW101 |

- (en) AW101 - Leonardo-Finmeccanica